# Сирченки
Си́рченки (рос. Сырченки) — присілок у складі Юр'янського району Кіровської області, Росія. Входить до складу Загарського сільського поселення.
Населення становить 6 осіб (2010, 5 у 2002).
Національний склад станом на 2002 рік — росіяни 100 %.